# Olympische Jugend-Sommerspiele 2014/Teilnehmer (Japan)
| Gelbes Symbol für Goldmedaillen mit stilisierten Olympischen Ringen | Graues Symbol für Silbermedaillen mit stilisierten Olympischen Ringen | Braundes Symbol für Bronzemedaillen mit stilisierten Olympischen Ringen |
| ------------------------------------------------------------------- | --------------------------------------------------------------------- | ----------------------------------------------------------------------- |
| 7                                                                   | 9                                                                     | 5                                                                       |

Die Jugend-Olympiamannschaft aus Japan für die II. Olympischen Jugend-Sommerspiele vom 16. bis 28. August 2014 in Nanjing (Volksrepublik China) bestand aus 78 Athleten.

## Athleten nach Sportarten

### Badminton
| Mädchen - Akane Yamaguchi Einzel: Silber Mixed: 9. Platz (mit Ruslan Sarsekenov Ukraine) | Jungen - Kanta Tsuneyama Einzel: 5. Platz Mixed: Silber (mit Lee Chia-hsin Chinesisch Taipeh) |

### Bogenschießen
| Mädchen - Miasa Koike Einzel: 8. Platz Mixed: 5. Platz (mit Brad Denny Vereinigtes Königreich) | Jungen - Hiroki Mutō Einzel: 6. Platz Mixed: 8. Platz (mit Suğraxanım Müqabilzadə Aserbaidschan) |

### Boxen
Jungen
- Subaru Murata
Halbfliegengewicht: Bronze
- Goh Hosaka
Leichtgewicht: 4. Platz
- Toshihiro Suzuki
Halbweltergewicht: Silber

### Fechten
Mädchen
- Karin Miyawaki
Florett Einzel: Silber 
Mixed: Gold  (im Team Asien-Ozeanien 1)
- Miho Yoshimura
Degen Einzel: 6. Platz
Mixed: 4. Platz (im Team Asien-Ozeanien 2)
- Misaki Emura
Säbel Einzel: 4. Platz
Mixed: Gold  (im Team Asien-Ozeanien 1)

### Golf
| Mädchen - Maria Shinohara Einzel: 8. Platz Mixed: 7. Platz | Jungen - Ren Okazaki Einzel: 27. Platz Mixed: 7. Platz |

### Hockey
Mädchen
- 4. Platz
- Yu Asai
- Chiko Fujibayashi
- Kimika Hoshi
- Mami Karino
- Motomi Kawamura
- Miki Kozuka
- Kanon Mori
- Eika Nakamura
- Moeka Tsubouchi

### Judo
| Mädchen - Honoka Yamauchi Klasse bis 44 kg: Bronze | Jungen - Hifumi Abe Klasse is 66 kg: Gold Mixed: Bronze (im Team Xian) |

### Kanu
Mädchen
- Wakana Moriyama
Kajak-Einer Slalom: 9. Platz
Kajak-Einer Sprint: 9. Platz

### Leichtathletik
| Mädchen - Tomomi Kawamura 200 m: 13. Platz 8 × 100 m Mixed: 16. Platz - Hina Takahashi 800 m: 8. Platz 8 × 100 m Mixed: 37. Platz - Nozomi Musembi Takamatsu 3000 m: Gold 8 × 100 m Mixed: 55. Platz - Nana Fujimori 100 m Hürden: disqualifiziert (Finallauf) 8 × 100 m Mixed: 49. Platz - Sayori Matsumoto 5 km Gehen: 4. Platz 8 × 100 m Mixed: 48. Platz - Misaki Morota Stabhochsprung: 11. Platz 8 × 100 m Mixed: 53. Platz - Nagisa Mori Speerwurf: Bronze 8 × 100 m Mixed: Bronze | Jungen - Kenta Oshima 100 m: Silber 8 × 100 m Mixed: 36. Platz - Jun Yamashita 200 m: 6. Platz 8 × 100 m Mixed: 28. Platz - Nao Kanai 110 m Hürden: 13. Platz 8 × 100 m Mixed: 63. Platz - Minoru Onogawa 10 km Gehen: Gold 8 × 100 m Mixed: 50. Platz - Yuji Hiramatsu Hochsprung: Silber 8 × 100 m Mixed: 10. Platz - Yume Ando Diskuswurf: 4. Platz 8 × 100 m Mixed: 37. Platz |

### Radsport
- Mixed Staffel: 4. Platz

| Mädchen - Takaho Nakashima - Kiyoka Sakaguchi Kombination: 8. Platz | Jungen - Masahiro Ishigami - Masaki Yamada Kombination: 24. Platz |

### Reiten
- Sayaka Fujiwara
Springen Einzel: 19. Platz
Springen Mannschaft: 6. Platz (im Team Asien)

### Rhythmische Sportgymnastik
Mädchen
- Takana Tatsuzawa
Einzel: 12. Platz

### Ringen
| Mädchen - Mayu Mukaida Freistil bis 52 kg: Gold | Jungen - Yajuro Yamasaki Freistil bis 76 kg: Gold |

### Rudern
Mädchen
- Miharu Takashima
Einer: 19. Platz

### Rugby
Jungen
- 6. Platz
- Ryosuke Funahashi
- Shimin Kohara
- Toshiki Kuwayama
- Doga Maeda
- Eiya Miyazaki
- Kosuke Naka
- Shogo Nakano
- Yuhei Shimada
- Koki Takeyama
- Shun Tomonaga
- Kohei Toyoda
- Kazuki Yamada

### Schießen
Jungen
- Tomohiko Hasegawa
Luftgewehr 10 m: 10. Platz
Mixed: 19. Platz (mit Hebah Arzouqi  Kuwait)

### Schwimmen
| Mädchen - 4 × 100 m Freistil: 9. Platz 4 × 100 m Lagen: 8. Platz - Rina Yoshimura 200 m Freistil: 34. Platz 200 m Schmetterling: 12. Platz 4 × 100 m Freistil Mixed: 15. Platz 4 × 100 m Lagen Mixed: 9. Platz - Miono Takeuchi 50 m Rücken: 24. Platz 100 m Rücken: 24. Platz 200 m Rücken: 22. Platz - Jurina Shiga 50 m Schmetterling: 21. Platz 100 m Schmetterling: 11. Platz 200 m Schmetterling: 6. Platz 4 × 100 m Freistil Mixed: 15. Platz 4 × 100 m Lagen Mixed: 9. Platz - Suzuna Onodera 200 m Lagen: 13. Platz | Jungen - 4 × 100 m Freistil: 10. Platz 4 × 100 m Lagen: 7. Platz - Yudai Amada 400 m Freistil: 20. Platz 800 m Freistil: 22. Platz 200 m Schmetterling: 15. Platz - Ippei Watanabe 50 m Brust: 7. Platz 100 m Brust: 4. Platz 200 m Brust: Gold 4 × 100 m Freistil Mixed: 15. Platz 4 × 100 m Lagen Mixed: 9. Platz - Yuta Sato 50 m Brust: 30. Platz 100 m Brust: 24. Platz - Koki Tsunefuka 200 m Brust: 11. Platz 200 m Lagen: 11. Platz 4 × 100 m Freistil Mixed: 15. Platz 4 × 100 m Lagen Mixed: 9. Platz |

### Segeln
| Mädchen - Rina Niijima Windsurfen: 7. Platz | Jungen - Kensei Ikeda Windsurfen: 7. Platz |

### Tennis
Jungen
- Jumpei Yamasaki
Einzel: 4. Platz
Doppel: Bronze 
Mixed: Silber  (mit Ye Qiuyu  Volksrepublik China)
- Ryōtarō Matsumura
Einzel: Achtelfinale
Doppel: Bronze 
Mixed: 1. Runde (mit Xu Shilin  Volksrepublik China)

### Tischtennis
| Mädchen - Miyu Kato Einzel: 4. Platz Doppel: Silber | Jungen - Yuto Muramatsu Einzel: Silber Doppel: Silber |

### Trampolinturnen
Mädchen
- Rana Nakano
Einzel: Silber

### Triathlon
| Mädchen - Minami Kubono Einzel: 5. Platz Mixed: 8. Platz (im Team Asien 1) | Jungen - Koyo Yamasaki Einzel: 25. Platz Mixed: 13. Platz (im Team Asien 2) |

### Turnen
| Mädchen - Sae Miyakawa Einzelmehrkampf: 5. Platz Pferd: Bronze Stufenbarren: 5. Platz | Jungen - Kenya Yuasa Einzelmehrkampf: 7. Platz Boden: Silber Barren: 6. Platz Reck: Gold |